# فولاذ حقيقي
فولاذ حقيقي (بالإنجليزية: Real Steel)‏ فيلم أمريكي حركة | دراما وخيال علمي من إخراج (شون ليفي) صدر في تاريخ 7 أكتوبر 2011.

## أحداث الفيلم
تدور أحداث الفيلم في المستقبل بين رجال آليين لا يخضعون إلا لتدريب إنسان يصنع لهم هذه البطولة.
الفيلم مقتبس من قصة قصيرة في عام 1956 باسم "Steel" كتبها (ريتشارد ماثيسون).

## معلومات عن الفيلم
- بلغت ميزانية الفيلم حوالي 110,000,000 دولار أمريكي.
- وصل إجمالي الإيرادات عند عرض الفيلم في جميع أنحاء العالم في 26 ديسمبر 2011 حوالي 276,654,000 دولار أمريكي.
- تم التصوير في ميسون، ميتشيجان، الولايات المتحدة الأمريكية.